# Домбал ан Аргон
Домбал ан Аргон (фр. Dombasle-en-Argonne) насеље је и општина у североисточној Француској у региону Лорена, у департману Меза која припада префектури Верден.
По подацима из 2011. године у општини је живело 428 становника, а густина насељености је износила 36,64 становника/km². Општина се простире на површини од 11,68 km². Налази се на средњој надморској висини од 206 метара (максималној 318 m, а минималној 207 m).

## Демографија
| 1962. | 1968. | 1975. | 1982. | 1990. | 1999. | 2011. |
| ----- | ----- | ----- | ----- | ----- | ----- | ----- |
| 401   | 407   | 424   | 403   | 395   | 398   | 428   |

График промене броја становника у току последњих година